# Платовець
Платовець (рос. Платовец) — селище в Совєтському районі Курської області Російської Федерації.
Населення становить 46 осіб. Входить до складу муніципального утворення Совєтська сільрада.

## Історія
Населений пункт розташований на території українського етнічного та культурного краю Східна Слобожанщина.
Від 2004 року входить до складу муніципального утворення Совєтська сільрада.

## Населення
| 2002 | 2010 |
| ---- | ---- |
| 50   | ↘46  |